# Список умерших в 836 году

## Январь
- 4 января — Адальрам, архиепископ Зальцбургский (821—836), аббат зальцбургского монастыря Святого Петра.

## Апрель
- 6 апреля — Вальтгауд, епископ Льежа (810—836).

## Август
- 31 августа — Вала Корвейский, франкский аббат Корби и Корвея (826—831) и Боббио (834—836).

## Декабрь
- 30 декабря — Ламберт I, граф Нанта и маркграф (префект) Бретонской марки (814/818—831), герцог Сполето (834—836).

## Дата смерти неизвестна или требует уточнения
- Аснар I Санше, граф Васконии (820—836).
- Маламир, канасюбиги (хан) Болгарии (831—836).
- Матфрид, граф Орлеана (ок. 818—828, 830—832 и 834), родоначальник дома Матфридингов.
- Мухаммад I ибн Идрис, 3-й халиф государства Идрисидов (828—836).
- Джованни I Партечипацио, 12-й венецианский дож (829—836).